# Snoreleg
Snoreleg er en leg, hvor en snor bundet sammen til en cirkel manipuleres med, på og rundt om ens fingre, undertiden i samarbejde mellem flere mennesker. Snorefigurerne kan også involvere brug af mund, håndled eller fødder. Det kan dreje sig om et enkelt billede, eller figurerne kan skabes og ændres som led i en leg, eller som led i fortællingen af en historie. Snorefigurer har også været brugt som en del af spådomskunst, for eksempel til at forudsige et ufødt barns køn.